# تولوز (دائرة إدارية)
تولوز (بالفرنسية: Arrondissement de Toulouse)‏ هي دائرة إدارية فرنسية، في فرنسا، تقع في غارون العليا، بلغ عدد سكانها 1,038,764  نسمة وذلك حسب إحصائيات سنة 2015، عاصمتها تولوز، تبلغ مساحتها 2,531 كيلومتر مربع.

## التقسيمات الإدارية
- canton of Cadours  [لغات أخرى]‏
- canton of Caraman  [لغات أخرى]‏
- Canton of Castanet-Tolosan [الإنجليزية]‏
- canton of Fronton  [لغات أخرى]‏
- canton of Grenade  [لغات أخرى]‏
- canton of Lanta  [لغات أخرى]‏
- Canton of Léguevin [الإنجليزية]‏
- canton of Montastruc-la-Conseillère  [لغات أخرى]‏
- canton of Montgiscard  [لغات أخرى]‏
- canton of Nailloux  [لغات أخرى]‏
- Canton of Revel [الإنجليزية]‏
- كانتون تولوز-1  [لغات أخرى]‏
- كانتون تولوز-2  [لغات أخرى]‏
- كانتون تولوز-3  [لغات أخرى]‏
- كانتون تولوز-4  [لغات أخرى]‏
- canton of Verfeil  [لغات أخرى]‏
- canton of Villefranche-de-Lauragais  [لغات أخرى]‏
- Canton of Villemur-sur-Tarn [الإنجليزية]‏
- كانتون تولوز-5  [لغات أخرى]‏
- كانتون تولوز-6  [لغات أخرى]‏
- كانتون تولوز-7  [لغات أخرى]‏
- كانتون تولوز-8  [لغات أخرى]‏
- كانتون تولوز-9  [لغات أخرى]‏
- كانتون تولوز-10  [لغات أخرى]‏
- كانتون تولوز-11  [لغات أخرى]‏
- canton of Toulouse-12  [لغات أخرى]‏
- canton of Toulouse-13  [لغات أخرى]‏
- canton of Toulouse-14  [لغات أخرى]‏
- canton of Toulouse-15  [لغات أخرى]‏
- Canton of Blagnac [الإنجليزية]‏
- Canton of Tournefeuille [الإنجليزية]‏
- تولوز.